# Wade MacNeil
Wade MacNeil, född 5 maj 1984 i Hamilton, Ontario, är en av gitarristerna och sångarna samt en av de grundande medlemmarna i kanadensiska post-hardcore-bandet Alexisonfire.
Wade och George Pettit (huvudsångare i Alexisonfire) var också i ett sidoprojekt, kallat The Black Lungs, med två medlemmar ur bandet Jersey, Jordan "Ratbeard" Hastings (nuvarande trummis i Alexisonfire) och Sean McNabb. Wade var huvudsångare även i det bandet som liknade hans första punkrockband Plan 9. Bandet splittrades och Wade är nu den enda medlemmen. Han använder bandnamnet som sitt soloprojekt.
Wade medverkar som gästsångare på Bedouin Soundclashs album Street Gospels.
Nyligen[när?] började han spela en egen akustisk spelning med bandkamraten Dallas Green från Alexisonfire.
Wade är bosatt i St. Catharines (2024).

## Utrustning
- Gibson Les Paul Studio (Marshall JCM2000 TSL100 huvud)
- Gibson Marauder i Vintage Green
- Gibson SG Standard i TobaccoBurst
- Gibson Les Paul Standard i Heritage Cherry
- Schecter Corsair 6 TobaccoBurst
- Schecter S-1 Antique Ivory